# Йеремия II Константинополски
Йеремия II Константинополски или Йеремия II Транос (на гръцки: Πατριάρχης Ιερεμίας Β΄ Τρανός) e Вселенски патриарх на три пъти (1572 – 1579), (1580 – 1584) и (1587 – 1595), т.е. до смъртта си, като първия път застъпва в края на управлението на Селим II и е почти изцяло при Мурад III. Предходно е митрополит на Лариса, т.е. на най-древния гръцки диоцез. 

## Биография
Йеремия II се превръща във фаворит на Михаил Кантакузин Шейтаноглу за вселенския трон, от който измества българина Митрофан III Константинополски. По всяка вероятност е роднина на архонта на Константинопол, макар за това да няма запазени преки свидетелства, а само податки. Изключително добре образован и начетен, с произход от стария анхиалоски род Транос. Ученик на най-авторитетните за времето пастори – Леонардо Миндониос, Доротей Монемвасийски, Арсений Еласонски (и Търновски), Теофан Елеавулкос и Дамаскин Студит.
Бъдещият вселенски патриарх се замонашава в Созопол, в патриаршеския манастир „Свети Йоан Предтеча“ на остров Свети Иван. През 1568/69 г. е избран за митрополит на Лариса.  
На 5 май 1572 г., понеделник, след Неделята на Самарянката, Йеремия е избран за вселенски патриарх. На 15 май 1572 г., Възнесение Христово, новият патриарх отслужва първата си Света литургия в църквата „Света Богородица Памакаристос“. Съборният патриаршески храм по него време е ремонтиран за последно по време на понтифакта на Йеремия, със средства събрани по време на патриаршестването. През 1575 г. получава от Стефан Герлах превод на гръцки на Аугсбургското изповедание, а през юни 1576 г. връща на лутераните в Тюбинген пространен, дружелюбен и приятелски отговор, с който един по един отхвърля всеки пункт от това лутеранско изповедание. Патриаршеската кореспонденция с лутераните продължава до 1580 г., т.е. до след обесването на Михаил Кантакузин Шейтаноглу и убийството на Мехмед паша Соколович, но през следващите патриаршески години на престола, основната му цел е приобщаване чрез въздигане на Руската православна църква, като единствено възможен вековечен стожер на православието. 
След като е свален с интриги от патриаршеския стол през 1584 г., патриарх Йеремия е заточен на остров Родос. Освободен и за трети път издигнат за патриарх с активната намеса на френския консул в Константинопол, в контекста на вековния френско-османски алианс. Освобождаването му е част от папския йезуитски план на Антонио Посевино за прехвърляне резиденцията на Вселенския патриарх от Константинопол в Лвов или Вилнюс, Жечпосполита, предвид готвената Брестка уния. Наместо уния патриарх Йеремия издейства въздигане в патриаршия на Руската православна църква, интронизирайки първият руски патриарх Йов на 26 януари 1589 г. в Успенския събор в Москва.
През 1590 г. свиква поместен събор в Константинопол на който е приета съборна грамота даваща право на избор на патриарх в Москва от събора на руското православно духовенство. Грамотата е подписана от патриарх Йеремия, патриарх Йоаким Антиохийски, патриарх Софроний Йерусалимски и още 81 православни йерарси и тържествено занесена в Москва от делегация начело с търновският митрополит Дионисий Рали.
Само два месеца след смъртта на Йеремия, в Рим е подписана Брестката уния (23 декември 1595 г.). Патриарх Йеремия е погребан в двора на църквата на манастира Света Богородица Камариотиса на остров Халки.

## Догматични спорове
Посредством Стефан Герлах води кореспонденция по богословски въпроси с лутеранските теолози от Тюбинген и Филип Меланхтон. Римската курия следи диспута със загриженост, опасявайки се от сближаване на православни и лутерани, но Йеремия не дава повод за такова безпокойство с ерудицията си. Българският претендент за вселенския трон Митрофан, от своя страна, е бил предходно в Рим на аудиенция с папа Павел III, който пръв утвърждава ордена на йезуитите и папството даже предлага сближение с Константинопол, посредством приемането на Григорианския календар от Източната църква. В крайна сметка, поместен събор в столицата, под председателството на Йеремия, отхвърля това папско предложение, както и лутеранското, а Източната църква запазва равноотдалеченост от двете други водещи християнски конфесии. 
Йеремия е натоварен явно от своя опекун, под чиято егида е издигнат, с важна мисия и задача, а именно да признае Руската църква за патриаршия. Това се случва след негово пътуване до руските земи в началото на 1589 г., като с решение на Светия синод на Вселенската патриаршия от 12 февруари 1593 г. е признато патриаршеското достойнство на Руската православна църква, като киевския митрополит започва да се титулова „Московски на цяла Русия“.  Църковната делегация която изпраща през 1591 г. Вселенската православна църква, за да връчи дарствената грамота на руския цар Фьодор Иванович за признаване на патриаршеския титул се води неслучайно и символно от търновския митрополит Дионисий Рали.  До днес Руската православна църква е пета в диптиха на мястото на Търновската патриаршия.